# Иммуномодулятор
Иммуномодуляторы — разнородные биологически активные вещества, влияющие на иммунную систему либо участвующие в её функционировании. Не оказывают прямого воздействия на патогены, но могут изменять иммунный ответ клеток. Иммуномодулирующие препараты обычно используются для регулирования или нормализации работы иммунной системы, в частности, при лечении рака, инфекций, наследственного ангионевротического отёка  и других заболеваний, а также в качестве поддерживающей терапии при астме. По характеру влияния иммуномодулирующие препараты подразделяют на иммуностимулирующие и иммуносупрессивные.
В России и в западных странах под иммуномодуляторами могут понимать различные группы препаратов. На российском рынке представлено около сотни иммуномодуляторов, разработанных внутри страны и практически не использующихся за пределами СНГ. В России эта группа веществ имеет значительные объёмы продаж (более 30 млн упаковок в 2010 году), уступающие лишь антибиотикам и онкопрепаратам, при этом ряд препаратов, позиционируемых производителями в качестве иммуномодуляторов, часто прописываются врачами детям для лечения и профилактики простуды, в то время как иммуномодуляторы не входят ни в один международный стандарт лечения или профилактики ОРВИ или ОРЗ, плохо исследованы, а доказательства их эффективности отсутствуют. В лучшем случае при простуде подобные препараты никак не повлияют на здоровье, но могут и навредить, в частности, существует вероятность появления аутоиммунных или онкологических заболеваний. Использование иммуномодуляторов при ОРВИ нецелесообразно.
Применение иммуномодуляторов ассоциируется с рядом рисков. Иммуномодуляторы могут вызывать побочные эффекты или приводить к связанным с лечением серьёзным осложнениям, а также повышают риск возникновения инфекций, в том числе повышается риск рецидива перенесённых ранее заболеваний. Некоторые иммуномодуляторы обладают тератогенным действием.

## Иммуностимуляторы
К иммуностимуляторам относятся препараты тимуса, интерлейкины, интерфероны, биологически активные пептиды, полисахариды некоторых грибов, лечебные вакцины. Их активность обусловлена способностью воздействовать на метаболизм клеток и тканей организма, активировать иммунокомпетентные клетки.

## Иммунодепрессанты
Иммунодепрессанты используются для подавления активности лимфоидных клеток при воспалении, аллергии, трансплантации, лечении аутоиммунных заболеваний.
Основные группы иммунодепрессантов — это гормональные препараты, цитостатические средства, антилимфоцитарные и антирезус иммуноглобулины, моноклональные антитела против определенных рецепторов лимфоцитов, некоторые антибиотики (циклоспорин, рапамицин и др.). Их иммуносупрессорная активность связана со способностью угнетать гемопоэз, взаимодействовать с белками, участвующими в иммунном ответе, ингибировать синтез нуклеотидов, индуцировать апоптоз лимфоцитов и др.
Как и иммуностимуляторы, их получают из тканей животных и растений, путём биосинтеза с применением методов генетической инженерии и химического синтеза.

## Иммуномодуляторы и вакцинация
Вакцины являются средством иммунизации, однако появляются сведения, что некоторые из них могут обладать иммуномодулирующим эффектом. Рандомизированное контролируемое исследование в Гвинее-Бисау показало, что вакцинация БЦЖ среди новорождённых с низким весом приводила к увеличению выработки цитокинов разнородного происхождения и почти вдвое снижала смертность среди таких детей. Возможно, вакцина БЦЖ ускоряет развитие иммунной системы новорождённых, обеспечивая комплексную защиту от инфекций и снижая смертность. Также БЦЖ используется в качестве иммунотерапии на ранних стадиях рака мочевого пузыря для прекращения роста опухоли и для предотвращения её рецидива.

## Критика «улучшения иммунитета»
Эксперт-эпидемиолог, Василий Власов неоднократно высказывал сомнения в эффективности широко применяемых на российском рынке препаратов, позиционируемых как иммуномодуляторы или как средства улучшения иммунитета:

Если набрать в поисковике слово «иммуномодулятор», выскочит множество страниц с обзорами, некими научными статьями, .... При этом большая часть иммуномодуляторов — абсолютно недействующие лекарства. Люди слышали про иммунитет и охотно отдают деньги за подобного рода средства. В итоге фармкомпании придумывают все новые и новые иммуномодуляторы, хотя в действительности улучшить иммунитет фактически невозможно— Главный клинический эпидемиолог Росздравнадзора РФ, профессор Медакадемии им. Сеченова Василий Власов в интервью «Московскому Комсомольцу», 2013 г.

…доказательств эффективности иммуномодуляторов не существует. Что это, практически все, бездействующие лекарства в лучшем случае, в худшем случае они приносят вред. Медицинская наука имеет достаточно средств, для того, чтобы подавить иммунитет, …

Вот улучшить иммунитет, смоделировать его так, чтобы он защищал лучше человека, медицинская наука не умеет. Поэтому все эти иммуномодуляторы представляют собой в лучшем случае бесполезные лекарства. И я бы сказал так, что это в значительной степени русский спорт. Наша страна, по-видимому, является уникальным таким гнездом, где используется очень много иммуномодуляторов.— Программа «Археология» на радиостанции «Столица», 12 февраля 2014 г.
Доктор Комаровский указывает, что иммунная система — сложная система, стимуляция которой несколько затруднительна, а реклама укрепления иммунитета путём приёма неспецифических иммуностимуляторов — псевдонаука и шарлатанство:

Но укрепить иммунитет? Нет, вообще невозможно. Это такая вот полунаучная, я бы даже сказал шарлатанская сказка, которая позволяет в огромном количестве продавать лекарства для повышения иммунитета, но суть этих лекарств — всех лекарств для повышения иммунитета — только одна: они очень сильно укрепляют благополучие тех, кто их производит, продаёт, рекламирует и так далее. Делайте правильные выводы.
— Доктор Комаровский. Вып. 11. Вопросы 276−291 / COVID-19 : Ответы на вопросы : Видео  на YouTube, начиная с 21:16

### Дополнительные ссылки
- Иммуномодуляторы. Энциклопедия лекарств и товаров аптечного ассортимента. РЛС Патент. — Инструкция, применение и формула.
- Колхир Павел. Российские иммуномодуляторы. Аллергия и иммунитет (23 ноября 2010). Дата обращения: 10 апреля 2015.
- Immunomodulators: Checkpoint Inhibitors, Cytokines, Agonists, Adjuvants (англ.). Cancer Research Institute. — Иммуномодуляторы в лечении рака. Дата обращения: 26 января 2020.
- Умнякова Е. Почему не надо укреплять иммунитет? на YouTube / Екатерина Умнякова (канд. биол. н., ст. науч. сотр. ФГБНУ «Институт экспериментальной медицины»). — Учёные против мифов Z. Вып. 15. — М.: Антропогенез.ру, 2020.